# Magnus Wolff Eikrem
Magnus Wolff Eikrem (Molde, 8 agosto 1990) è un calciatore norvegese, centrocampista del Molde.

## Biografia
È il figlio di Knut Hallvard Eikrem, anch'egli calciatore. Soffre di diabete mellito.

## Carriera

### Club

#### Gli inizi
Il centrocampista è cresciuto nelle giovanili del Molde, dove è rimasto fino al 2006. Il tredicenne Wolff Eikrem ha frequentato una delle scuole calcio norvegesi di Ole Gunnar Solskjær dove, nonostante fosse riservata a ragazzi dai 14 ai 16 anni, ha impressionato l'allenatore che gli ha permesso di entrarne a far parte. Il giorno del suo sedicesimo compleanno, ha firmato poi un contratto con il Manchester United.

#### Al Manchester United

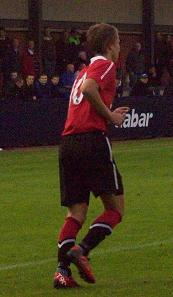
Wolff Eikrem con il Manchester United.

Wolff Eikrem è stato un calciatore titolare della formazione Under-18 del club a partire dalla stagione 2006-2007, contribuendo a far raggiungere la finale di FA Youth Cup alla sua squadra. In quella partita, però, il Manchester United è stato sconfitto dai ragazzi del Liverpool ai calci di rigore: il norvegese è stato uno dei due calciatori a sbagliare un penalty per i Red Devils.
Wolff Eikrem è stato capitano della squadra che ha perso la finale di Milk Cup 2007 contro i brasiliani del Fluminense, nei minuti di recupero della sfida. Pochi giorni dopo, è stato impiegato da Alex Ferguson assieme alla prima squadra, seppure in amichevole: ha sostituito infatti Ryan Giggs nella vittoria per 0-4 sugli scozzesi del Dunfermline Athletic.
Ha continuato a giocare regolarmente per la formazione Under-18 anche nel campionato 2007-2008. L'anno seguente, è entrato a far parte della squadra riserve. Ha contribuito così al raggiungimento del secondo posto nella Premier Reserve League 2008-2009, nel girone nord, e alle vittorie nella Manchester e Lancashire Senior Cup, con entrambi i successi furono a spese del Bolton.
Nella stagione seguente, ha giocato le prime 4 gare stagionali della squadra riserve, segnando anche nel successo per 2-1 sul Wigan, ed è stato ricompensato per le buone prestazioni con un posto in panchina nel terzo turno della Football League Cup 2009-2010, contro il Wolverhampton. Gli è stata assegnata la maglia numero 42.
Per l'anna successiva, è stato incluso nella lista dei calciatori selezionabili per la Champions League 2010-2011.

#### Molde
Il 29 dicembre 2010 è stato annunciato il suo ritorno al Molde, allenato da Ole Gunnar Solskjær. Ha debuttato ufficialmente nell'Eliteserien il 18 marzo 2011, schierato titolare nella sconfitta per 3-0 sul campo del Sarpsborg 08. Il 14 agosto ha segnato la prima rete, nella sconfitta per 3-2 in casa del Fredrikstad, in un incontro valido per il Norgesmesterskapet 2011. Il 22 agosto è arrivato il primo gol in campionato, che ha sancito il successo per 1-0 sul Lillestrøm. Con questa maglia, ha vinto due campionati consecutivi (2011 e 2012).

#### Heerenveen
Il 24 giugno 2013, lo Heerenveen ha annunciato sul proprio sito l'acquisizione del cartellino di Wolff Eikrem, operazione subordinata al buon esito delle visite mediche. Il giocatore ha trovato un accordo per un contratto quadriennale. Ha debuttato nell'Eredivisie il 3 agosto successivo, schierato titolare nella vittoria casalinga per 4-2 contro l'AZ Alkmaar. Ha segnato la prima rete nella massima divisione olandese in data 23 agosto, nel pareggio per 3-3 contro l'Ajax.

#### Cardiff City
L'8 gennaio 2014 è stato ufficialmente ingaggiato dal Cardiff City e ha scelto la maglia numero 15. Ha esordito nella Premier League l'11 gennaio, sostituendo Gary Medel nella sconfitta casalinga per 0-2 contro il West Ham. A fine stagione, il Cardiff City è retrocesso nella Football League Championship. Il 19 dicembre 2014, la formazione gallese ha annunciato d'aver rescisso il contratto con Wolff Eikrem, che si è ritrovato così svincolato.

#### Malmö
Il 26 gennaio 2015, Wolff Eikrem ha sottoscritto un contratto triennale con gli svedesi del Malmö FF. Nel corso della stagione 2016 ha stabilito il record di assist (15 in totale) nell'arco di una singola edizione dell'Allsvenskan a partire dal 2001, anno in cui questa statistica ha iniziato ad essere conteggiata ufficialmente. Ha lasciato la squadra al termine del suo contratto, nel dicembre 2017.

#### Seattle Sounders
Per la stagione 2018 si aggrega ai Seattle Sounders e va a segno all'esordio nella vittoria per 4-0 contro il Santa Tecla. Il 10 giugno segna il suo primo goal in Mls contro i D.C. United. A metà luglio viene però svincolato dai Sounders per liberare una slot internazionale.

#### Ritorno al Molde
Nel 2018 fa ritorno, da svincolato, al Molde, aggregandosi al club a stagione in corso: realizza, difatti, una sola rete in 10 presenza in Eliteserien 2018. Tuttavia, la stagione seguente comincia decisamente meglio, segnando 3 reti nelle prime 3 partite di campionato (una per ciascuno match, esattamente contro Sarpsborg 08, Stabæk e Vålerenga).

### Nazionale
Wolff Eikrem ha debuttato per la Norvegia under 21 il 17 novembre 2010, nell'amichevole persa per 1-0 contro la Grecia under 21. Il 7 maggio 2013, è stato incluso nella lista provvisoria consegnata all'UEFA dal commissario tecnico Tor Ole Skullerud in vista del campionato europeo Under-21 2013. Il 22 maggio, il suo nome era tra i 23 calciatori scelti per la manifestazione. La selezione norvegese ha superato la fase a gironi, per poi venire eliminata dalla Spagna under 21 in semifinale. In base al regolamento, la Norvegia ha ricevuto la medaglia di bronzo in ex aequo con l'Olanda Under-21, altra semifinalista battuta.

## Statistiche

### Presenze e reti nei club
Statistiche aggiornate al 4 aprile 2021.
| Stagione                 | Club                     | Campionato               | Campionato | Campionato | Coppe nazionali | Coppe nazionali | Coppe nazionali | Coppe continentali | Coppe continentali | Coppe continentali | Supercoppe | Supercoppe | Supercoppe | Totale | Totale |
| Stagione                 | Club                     | Comp                     | Pres       | Reti       | Comp            | Pres            | Reti            | Comp               | Pres               | Reti               | Comp       | Pres       | Reti       | Pres   | Reti   |
| ------------------------ | ------------------------ | ------------------------ | ---------- | ---------- | --------------- | --------------- | --------------- | ------------------ | ------------------ | ------------------ | ---------- | ---------- | ---------- | ------ | ------ |
| 2009-2010                | Manchester United        | PL                       | 0          | 0          | FACup+CdL       | 0               | 0               | UCL                | 0                  | 0                  | SI         | -          | -          | 0      | 0      |
| ago.-dic. 2010           | Manchester United        | PL                       | 0          | 0          | FACup+CdL       | 0               | 0               | UCL                | 0                  | 0                  | SI         | -          | -          | 0      | 0      |
| Totale Manchester United | Totale Manchester United | Totale Manchester United | 0          | 0          |                 | 0               | 0               |                    | 0                  | 0                  |            | 0          | 0          | 0      | 0      |
| 2011                     | Molde                    | ES                       | 28         | 4          | CN              | 3               | 1               | -                  | -                  | -                  | -          | -          | -          | 31     | 5      |
| 2012                     | Molde                    | ES                       | 27         | 0          | CN              | 4               | 1               | UCL+UEL            | 4+6                | 1+1                | -          | -          | -          | 38     | 3      |
| gen.-giu. 2013           | Molde                    | ES                       | 13         | 2          | CN              | 1               | 1               | UCL                | -                  | -                  | -          | -          | -          | 14     | 3      |
| 2013-gen. 2014           | Heerenveen               | ED                       | 13         | 2          | CO              | 4               | 0               | -                  | -                  | -                  | -          | -          | -          | 16     | 2      |
| gen.-giu. 2014           | Cardiff City             | PL                       | 6          | 0          | FACup+CdL       | 2+0             | 0               | -                  | -                  | -                  | -          | -          | -          | 8      | 0      |
| ago.-dic. 2014           | Cardiff City             | FLC                      | 3          | 0          | FACup+CdL       | 0+2             | 0               | -                  | -                  | -                  | -          | -          | -          | 5      | 0      |
| Totale Cardiff City      | Totale Cardiff City      | Totale Cardiff City      | 9          | 0          |                 | 4               | 0               |                    | -                  | -                  |            | -          | -          | 13     | 0      |
| 2015                     | Malmö FF                 | A                        | 28         | 7          | CS              | 9               | 4               | UCL                | 7                  | 0                  | -          | -          | -          | 44     | 11     |
| 2016                     | Malmö FF                 | A                        | 23         | 4          | CS              | 1               | 0               | -                  | -                  | -                  | -          | -          | -          | 24     | 4      |
| 2017                     | Malmö FF                 | A                        | 15         | 1          | CS              | 0               | 0               | UCL                | 2                  | 0                  | -          | -          | -          | 17     | 2      |
| Totale Malmö FF          | Totale Malmö FF          | Totale Malmö FF          | 66         | 12         |                 | 10              | 4               |                    | 9                  | 0                  |            | -          | -          | 85     | 17     |
| 2018                     | Seattle Sounders FC      | MLS                      | 15         | 1          | OC              | -               | -               | CCL                | 2                  | 1                  | -          | -          | -          | 17     | 2      |
| 2018                     | Molde                    | ES                       | 14         | 4          | CN              | 0               | 0               | UEL                | 6                  | 0                  | -          | -          | -          | 20     | 4      |
| 2019                     | Molde                    | ES                       | 25         | 11         | CN              | 1               | 0               | UEL                | 7                  | 2                  | -          | -          | -          | 33     | 13     |
| 2020                     | Molde                    | ES                       | 27         | 7          |                 |                 |                 | UCL+UEL            | 5+10               | 2+3                | -          | -          | -          | 42     | 12     |
| Totale Molde             | Totale Molde             | Totale Molde             | 134        | 28         |                 | 9               | 3               |                    | 38                 | 9                  |            | -          | -          | 181    | 40     |
| Totale                   | Totale                   | Totale                   | 237        | 43         |                 | 27              | 7               |                    | 49                 | 10                 |            | -          | -          | 313    | 60     |

### Cronologia presenze e reti in nazionale
| Cronologia completa delle presenze e delle reti in nazionale ― Norvegia | Cronologia completa delle presenze e delle reti in nazionale ― Norvegia | Cronologia completa delle presenze e delle reti in nazionale ― Norvegia | Cronologia completa delle presenze e delle reti in nazionale ― Norvegia | Cronologia completa delle presenze e delle reti in nazionale ― Norvegia | Cronologia completa delle presenze e delle reti in nazionale ― Norvegia | Cronologia completa delle presenze e delle reti in nazionale ― Norvegia | Cronologia completa delle presenze e delle reti in nazionale ― Norvegia |
| Data                                                                    | Città                                                                   | In casa                                                                 | Risultato                                                               | Ospiti                                                                  | Competizione                                                            | Reti                                                                    | Note                                                                    |
| ----------------------------------------------------------------------- | ----------------------------------------------------------------------- | ----------------------------------------------------------------------- | ----------------------------------------------------------------------- | ----------------------------------------------------------------------- | ----------------------------------------------------------------------- | ----------------------------------------------------------------------- | ----------------------------------------------------------------------- |
| 15-1-2012                                                               | Bangkok                                                                 | Danimarca                                                               | 1 – 1                                                                   | Norvegia                                                                | Amichevole                                                              | -                                                                       |                                                                         |
| 18-1-2012                                                               | Bangkok                                                                 | Thailandia                                                              | 0 – 1                                                                   | Norvegia                                                                | Amichevole                                                              | -                                                                       |                                                                         |
| 21-1-2012                                                               | Bangkok                                                                 | Corea del Sud                                                           | 3 – 0                                                                   | Norvegia                                                                | Amichevole                                                              | -                                                                       |                                                                         |
| 15-8-2012                                                               | Oslo                                                                    | Norvegia                                                                | 2 – 3                                                                   | Grecia                                                                  | Amichevole                                                              | -                                                                       |                                                                         |
| 7-9-2012                                                                | Reykjavík                                                               | Islanda                                                                 | 2 – 0                                                                   | Norvegia                                                                | Qual. Mondiali 2014                                                     | -                                                                       |                                                                         |
| 12-10-2012                                                              | Berna                                                                   | Svizzera                                                                | 1 – 1                                                                   | Norvegia                                                                | Qual. Mondiali 2014                                                     | -                                                                       |                                                                         |
| 16-10-2012                                                              | Larnaca                                                                 | Cipro                                                                   | 1 – 3                                                                   | Norvegia                                                                | Qual. Mondiali 2014                                                     | -                                                                       |                                                                         |
| 14-11-2012                                                              | Budapest                                                                | Ungheria                                                                | 0 – 2                                                                   | Norvegia                                                                | Amichevole                                                              | -                                                                       |                                                                         |
| 7-2-2013                                                                | Siviglia                                                                | Ucraina                                                                 | 2 – 0                                                                   | Norvegia                                                                | Amichevole                                                              | -                                                                       |                                                                         |
| 14-8-2013                                                               | Solna                                                                   | Svezia                                                                  | 4 – 2                                                                   | Norvegia                                                                | Amichevole                                                              | -                                                                       |                                                                         |
| 6-9-2013                                                                | Oslo                                                                    | Norvegia                                                                | 2 – 0                                                                   | Cipro                                                                   | Qual. Mondiali 2014                                                     | -                                                                       |                                                                         |
| 10-9-2013                                                               | Oslo                                                                    | Norvegia                                                                | 0 – 2                                                                   | Svizzera                                                                | Qual. Mondiali 2014                                                     | -                                                                       |                                                                         |
| 11-10-2013                                                              | Maribor                                                                 | Slovenia                                                                | 3 – 0                                                                   | Norvegia                                                                | Qual. Mondiali 2014                                                     | -                                                                       |                                                                         |
| 15-11-2013                                                              | Herning                                                                 | Danimarca                                                               | 2 – 1                                                                   | Norvegia                                                                | Amichevole                                                              | -                                                                       |                                                                         |
| 19-11-2013                                                              | Molde                                                                   | Norvegia                                                                | 0 – 1                                                                   | Scozia                                                                  | Amichevole                                                              | -                                                                       |                                                                         |
| 12-6-2015                                                               | Oslo                                                                    | Norvegia                                                                | 0 – 0                                                                   | Azerbaigian                                                             | Qual. Euro 2016                                                         | -                                                                       |                                                                         |
| 31-8-2016                                                               | Oslo                                                                    | Norvegia                                                                | 0 – 1                                                                   | Bielorussia                                                             | Amichevole                                                              | -                                                                       |                                                                         |
| Totale                                                                  |                                                                         | Presenze                                                                | 17                                                                      |                                                                         | Reti                                                                    | 0                                                                       |                                                                         |

## Palmarès

### Club

#### Competizioni nazionali
- Campionato norvegese: 3

Molde: 2011, 2012, 2019
- Coppa di Norvegia: 2

Molde: 2021-2022, 2023
- Superfinalen: 1

Molde: 2012
- Campionato svedese: 2

Malmö: 2016, 2017

### Individuale
- Miglior centrocampista del campionato norvegese: 1

2012